# Villamarzana
Villamarzana là một đô thị ở tỉnh Rovigo ở vùng Veneto của Ý, có khoảng cách khoảng 70 km về phía tây nam của Venezia và khoảng 10 km về phía tây nam của Rovigo. Tại thời điểm ngày 31 tháng 12 năm 2004, đô thị này có dân số 1.176 người và diện tích là 14,1 km².
Đô thị Villamarzana có các frazioni (các đơn vị cấp dưới, chủ yếu là các làng) Bastion, Boaria, Fondo Cuore, Gambero, Gognano, I Maggio, Preguerre, và Stongarde.
Villamarzana giáp các đô thị: Arquà Polesine, Costa di Rovigo, Frassinelle Polesine, Fratta Polesine, Pincara.